# Tây Hương Cục
Tây Hương Cục (西郷局 hoặc 西郷の局 hay Saigō no Tsubone, 1552  - 1 tháng 7 năm 1589), còn được biết đến với tên gọi là Oai, là vị thứ thất kiêm nữ quan thân cận của Tướng quân Tokugawa Ieyasu, Tướng quân đầu tiên của gia tộc Tokugawa. Bà cũng là sinh mẫu của vị tướng quân thứ hai của Mạc phủ, tức Tokugawa Hidetada. Bà đã gây dựng được tầm ảnh hưởng đáng kể trong triều đình và về sau, bà đã được phong Nhất vị- phẩm cấp cao nhất trong Triều đình do Thiên hoàng ban tặng.
Lịch sử ghi nhận, Tây Hương Cục đã ảnh hưởng đến những điều giáo huấn trong cung, can thiệp vào việc lựa chọn đồng minh cho Ieyasu và có vai trò quan trọng trong việc đưa ra những chính sách của ông sau khi ông lên nắm quyền vào cuối thời kỳ Chiến quốc. Bà cũng được cho là có ảnh hưởng gián tiếp đến việc tổ chức và sắp xếp các thành phần quan lại trong Mạc phủ Tokugawa. Chính vì vậy mà mặc dù được biết đến không nhiều nếu so với những nhân vật lịch sử Nhật Bản khác, song Tây Hương Cục lại được người đời kính nể vì bà đã từng nắm trong tay "quyền lực đằng sau ngai vàng", và cuộc đời của bà được so sánh với câu chuyện Cô bé Lọ Lem và được mệnh danh là "Nàng Cinderella của Nhật Bản thời phong kiến".
Sau khi đạt được vị trí cao cùng danh phận cao quý với việc sinh hạ người con thừa tự cho Tướng quân Ieyasu, Tây Hương Cục đã dùng sức ảnh hưởng và sự giàu có của mình cho mục đích từ thiện. Bà được biết đến như là một tín đồ Phật giáo sùng đạo và đã quyên góp tiền cho các ngôi đền ở tỉnh Suruga, cũng là nơi bà từng cư trú với thân phận thứ thất của Tướng quân, trong đó có lâu đài Hamamatsu và lâu đài Sunpu. Bà từng bị cận thị, và do đó, bà đã cho lập nên một hội giúp đỡ những người phụ nữ khiếm thị. Tây Hương Cục qua đời khi còn khá trẻ, với nguyên nhân mất không rõ ràng. Người ta nói rằng bà đã bị giết hại, và mặc dù đã có rất nhiều người được cho là nghi phạm, song không ai rõ được thủ phạm thật sự.
Tây Hương Cục sinh được bốn người con: một con trai và một con gái (Saigō Katsutada và Tokuhime) khi kết hôn, và sau đó bà sinh hai con trai khi đã trở thành thứ thất của Tokugawa Ieyasu là Tokugawa Hidetada và Matsudaira Tadayoshi. Thiên hoàng Meishō là một trong số những hậu duệ đời sau của bà.

## Tên gọi
Mặc dù được sử dụng trong hầu hết trong các tư liệu lịch sử, song cái tên "Saigō-no-Tsubone" (hay Tây Hương Cục) chỉ là danh vị được ban cho những nữ quan trong Đại Áo chứ không phải là một cái tên. Sau này, Tây Hương Cục được nhận nuôi trong gia tộc Saigou, vì vậy, Saigou là họ của bà, sau được thêm trước hậu tố "tsubone" (Cục) và trở thành danh vị riêng được ban cho bà. Điều này khá phổ biến trong Đại Áo, khi những vị nữ quan đều được ban danh vị tương tự như vậy, bên cạnh những danh vị đi kèm với hậu tố " -kata" (Chi Phương) và "-dono"(Điện). Lương bổng của mỗi tước vị phụ thuộc vào tầng lớp xã hội và mối quan hệ với lãnh chúa samurai, cũng như xét về danh phận chính thứ trong "hậu cung" riêng của họ và về mặt con cái. Hậu tố tsubone do đó còn chỉ danh phận của 1 nữ quan, và nó còn là danh vị được ban cho những vị phi tần đã sinh con cho Tướng quân. Trên thực tế, danh hiệu Tsubone đã được ban cho các phi tần từ thời kỳ Heian cho đến thời kỳ Meiji (tức từ thế kỷ VIII cho đến đầu thế kỷ XX), và thường được cho là đồng danh vị với tước hiệu "phu nhân".
Mặc dù các tài liệu viết về Tây Hương Cục còn sót lại từ thời đó không đề cập đến tên thật của bà, nhưng đã có bằng chứng chỉ ra rằng tên thật của bà là Masako (昌子), song cái tên này rất hiếm khi được sử dụng khi nói đến bà. Thay vào đó, bà thường được biết đến với cái tên Oai (お愛) hoặc 於愛, trong tiếng Nhật có nghĩa là "tình yêu"),và hầu hết các tư liệu lịch sử về Tây Hương Cục đều nói đây là ấu danh của bà. Thân nhân của bà thường gọi bà là Oai, do đó về sau đây thường là cái tên dùng đề đề cập đến bà trong văn hóa đại chúng. Sau khi qua đời, bà được ban pháp danh là Hōdai-in (宝台院) (Bảo Đài Viện).

## Bối cảnh lịch sử
Tây Hương Cục xuất thân từ gia tộc Saigou, một nhánh của gia tộc Kikuchi vùng Kyushu, về sau đã di cư về phía bắc đến tỉnh Mikawa vào thế kỉ XV. Vào năm 1524, quân đội của Matsudaira Kiyoyasu (1511 - 1536), ông nội của Tokugawa Ieyasu, đã xông vào và đánh chiếm thành của gia tộc Saigou tại thành Yamanaka trong cuộc chinh phạt vùng Mikawa. Ngay sau trận chiến, Saigō Nobusada, lãnh đạo đời thứ ba của gia tộc Saigou đã đầu hàng trước quân binh của gia tộc Matsudaira. Sau khi Kiyoyasu đột ngột qua đời năm 1536, do việc lãnh đạo gia tộc không hiệu quả của Matsudaira Hirotada (1526-1549) cũng như việc ông mất sớm đã khiến các thủ lĩnh của gia tộc Matsudaira phải thần phục trước Imagawa Yoshimoto (1519-1560) vùng Suruga, phía đông của Mikawa. Sau khi gia tộc Matsudaira rơi vào tay gia tộc Imagawa, các nhánh phụ của gia tộc, trong đó có dòng họ Saigou, đã trở thành vây cánh cho dòng họ Imagawa. Sau trận Okehazama (1560), Saigō Masakatsu đã cố gắng tái khẳng định sự độc lập của gia tộc trong khi cố gắng nhượng bộ về đất đai đối với gia tộc Imagawa. Cuối cùng, Imagawa Ujizane đã đáp trả bằng cách cho bắt mười ba người đàn ông trong gia tộc Saigō, và đã cho đâm chết họ tại địa điểm gần thành Yoshida. Các vụ hành quyết không ngăn cản ý định của Masakatsu, đến năm 1562, gia tộc Imagawa đã phát động các cuộc xâm lăng với mục đích trừng phạt ở phía đông Mikawa và tấn công hai pháo đài được coi là cơ quan đầu não của gia tộc Saigou. Masakatsu đã bị giết khi đang tham gia trận chiến trong thành Gohonmatsu; Con trai cả của ông, Motomasa đã bị giết khi đang ở trong trận chiến tại thàhh Wachigaya. Vị trí đứng đầu gia tộc sau đó được truyền cho con trai của Masakatsu, Saigō Kiyokazu (1533 -1594), người đã thề sẽ trung thành với gia tộc Matsudaira, dưới sự lãnh đạo của Tokugawa Ieyasu trong cuộc đấu tranh chống lại gia tộc Imagawa. Năm 1569, dòng họ Imagawa bị mất quyền lực sau Cuộc bao vây thành Kakegawa.
Tên mẹ của Tây Hương Cục cũng như ngày sinh hay ngày mất của bà đều không được ghi lại trong bất kỳ tài liệu nào, được biết rằng bà là chị gái của Saigō Kiyokazu. Cha của Tây Hương Cục là Tozuka Tadaharu, người vùng Tōtōmi lúc bấy giờ đang chịu sự kiểm soát trực tiếp của gia tộc Imagawa. Cuộc hôn nhân giữa Tadaharu và vợ được cho là do gia tộc Imagawa sắp đặt.

## Tiểu sử

### Thuở nhỏ
Tây Hương Cục sinh năm 1552 tại Thành Nishikawa, một trong những pháo đài của tộc Saigou, nhiều người cho rằng bà đã đặt tên là Masako ngay sau khi sinh. Mặc dù tại Nhật Bản thường không có tục ở rể, nhưng Tadaharu đã đến sống ở thành Nishikawa sau khi kết hôn và trở thành cận thần của dòng họ Imagawa. Khi còn nhỏ, Masako sống với hai anh chị em tại miền thôn quê phía đông tỉnh Mikawa, và đôi khi bà được gọi bằng ấu danh Oai. Năm 1554, cha Oai qua đời trong Trận Enshu-Omori, trận chiến giữa hai gia tộc Imagawa và gia tộc Hōjō. Hai năm sau, mẹ bà tái hôn với Hattori Masanao, sau đó bà sinh ra bốn người con, trong đó chỉ có hai người sống sót đến tuổi trưởng thành.
Một số nguồn tư liệu nói rằng, Oai có thể đã kết hôn khi mới chớm tuổi thiếu niên,Note a nhưng đã trở thành quả phụ sau đó. Không có nguồn tài liệu nào ghi lại tên chồng bà, vợ chồng bà được cho là không có con. Các tư liệu khác không đề cập đến cuộc hôn nhân của bà, hoặc cho rằng bà chưa bao giờ kết hôn vào thời điểm đó. Vào năm 1567, Oai kết hôn với Saigō Yoshikatsu, anh họ của bà và là con trai của Motomasa. Oai sinh hai đứa con cho Yoshikatsu: con trai là Saigō Katsutada, được sinh ra vào khoảng năm 1570; và một người con gái là Tokuhime.Note b 
Năm 1571, Saigō Yoshikatsu bị giết tại Trận Takehiro khi đang chiến đấu với quân đội của gia tộc Takeda do Akiyama Nobutomo cầm đầu. Sau khi chồng qua đời, Oai chính thức được nhận nuôi bởi chú của bà, Saigō Kiyokazu, sau trở thành người đứng đầu gia tộc Saigou, về sau bà đã quyết định sống với mẹ và cha dượng.

### Thứ thất của Tokugawa Ieyasu

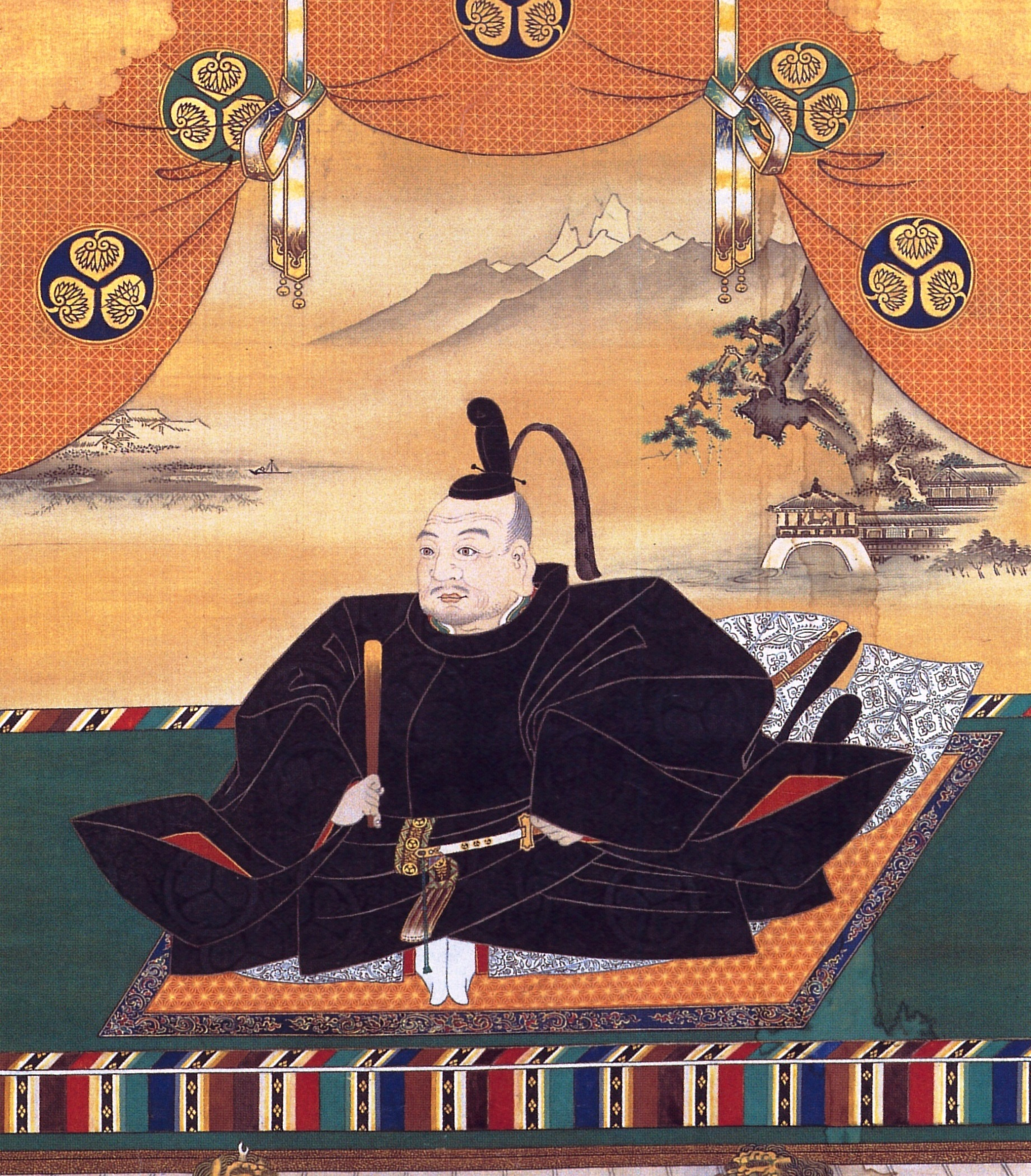
Tokugawa Ieyasu

Oai gặp Tokugawa Ieyasu lần đầu tiên khi bà 17 hoặc 18 tuổi, khi ông đến yết kiến gia tộc Saigou và Oai là người đã phục vụ trà cho ông. Người ta cho rằng bà lọt vào mắt Ieyasu sau dịp đó, nhưng khi ấy bà vẫn còn kết hôn. Về sau, người ta tin rằng Ieyasu đã đem lòng yêu bà  Quan điểm này mâu thuẫn với cái nhìn tổng thể về Ieyasu, cho rằng ông một nhà lãnh đạo tàn nhẫn, đối xử với những người phụ nữ xung quanh và con cháu ông ta, như những món hàng được đem "bán" để đổi lấy lợi ích cho gia tộc và để thỏa mãn tham vọng quyền lực của mình. Tuy nhiên, người ta cũng biết rằng ông coi trọng công trạng cá nhân hơn huyết thống. Trong thời gian này, Ieyasu cho xây một dinh thự ở phía đông Mikawa, cách xa nơi ở của chính thất Trúc Sơn Điện, lúc này đang ở Okazaki. Cuộc hôn nhân giữa Ieyasu và chính thất của mình đã được chú của bà, Imagawa Yoshimoto sắp xếp với mục đính củng cố mối quan hệ giữa hai gia tộc, Ieyasu đành phải chấp nhận mặc dù ông cảm thấy khó chịu với sự ghen tuông, tâm tính nóng nảy và thói quen lập dị của vợ mình.
Sau khi trận Mikatagahara diễn ra năm 1573, Ieyasu bắt đầu để ý tới Oai và xin bà lời khuyên về nhiều vấn đề khác nhau. Trong thời gian này, hai người đã có tình cảm với nhau. Oai được cho là đã khuyên Ieyasu khi Trận chiến Nagashino (1575) diễn ra, đó một bước ngoặt lớn trong sự nghiệp của Ieyasu và và là một trong những mốc son của lịch sử Nhật Bản. Sau đó, Ieyasu tiếp tục xin lời khuyên từ bà về đến các trận chiến khác về sau, trong đó có Trận Komaki-Nagakute (1584).
Vào mùa xuân năm 1578, Oai chuyển đến sống ở thành Hamamatsu và tiếp quản việc bếp núc trong thành. Bà được ngưỡng mộ vẻ đẹp và là tấm gương của sự dịu dàng và ứng xử chuẩn mực đạo đức của phụ nữ vùng Mikawa. Mặc dù vậy, bà đôi khi rất thẳng thắn và có những lời nói châm biếm, những thứ có thể bà đã thu nhận được qua những người lính thẳng thắn mà bà đã từng sống chung. Khi trở thành phi tần của Ieyasu, Oai bước vào cuộc chiến hậu cung đầy cay đắng, nơi các phi tần đã có những âm mưu và cạnh tranh với nhau để có cơ hội sinh con cho Ieyasu và được nhận vinh sủng. Việc sinh con cho tướng quân, đặc biệt là sinh con trai, là cách mà một cung phi có thể nâng cao địa vị của mình,mang lại cuộc sống sung sướng và đảm bảo sự thịnh vượng trong gia tộc. Những vị phi tần này thường dựa vào thế mạnh về thể chất và kỹ năng tình dục của họ để thu hút sự chú ý của Tướng quân và một số người đã sử dụng thuốc kích dục. Không giống như những thứ phi đầy toan tính, Oai đã được Ieyasu để mắt tới, điều này sẽ động chạm đến tham vọng của một số người và khiến bà trở thành mục tiêu của sự phẫn nộ, thù địch và những mưu đồ thường thấy trong hậu cung Nhật Bản.

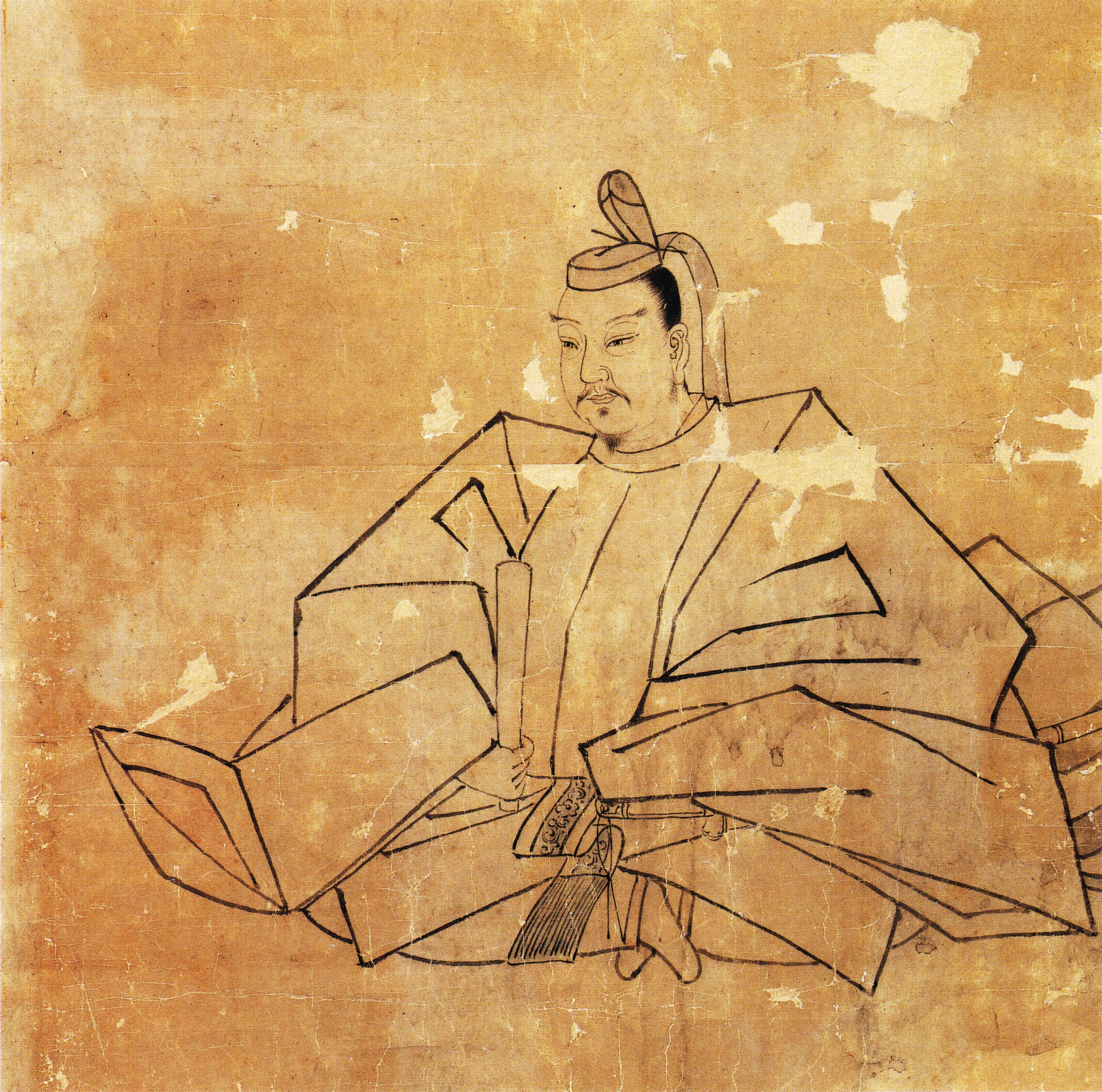
Tokugawa Hidetada, con trai của Ieyasu và trắc phi Tây Hương Cục.

Trong khi các cuộc hôn nhân của Ieyasu thường được sắp xếp vì lý do chính trị, tuy nhiên nhiều vị cung phi của ông do chính ông lựa chọn dựa trên khía cạnh tình cảm, và Tây Hương Cục là một trong những người đó. Mặc dù Ieyasu thường được miêu tả là một vị Tướng quân tính toán và khắc kỷ, song trên thực tế ông không có lợi thế chính trị nào qua cuộc hôn nhân này, vì vốn dĩ gia tộc Saigou trước đó đã là chư hầu trung thành với gia tộc Ieyasu, và do đó, các văn kiện về sau đều nói rằng Tây Hương Cục là thứ thất được sủng ái nhất của Ieyasu. Hơn nữa, Ieyasu rất nể trọng bà vì sự thông minh và lời khuyên của bà dành cho ông. Mọi người cho rằng Ieyasu rất thích trí thông minh và thái độ bình tĩnh của bà. Vào ngày 2 tháng 5 năm 1579, Oai hạ sinh con trai thứ ba cho Ieyasu, về sau trở thành Tướng quân Tokugawa Hidetada. Mặc dù điều này là một cú sốc đối với tất cả cung phi của Ieyasu, nhưng kể từ đó, vị trí của Oai trở nên vững chắc hơn và bà được xem như là chính phối của Ieyasu. Kể từ đó, Oai chính thức được ban danh hiệu là Tây Hương Cục (Saigō-no-Tsubone), gọi giản là Nữ quan Saigō (Tây Hương Nữ quan).
Cùng năm đó, Oda Nobunaga, một đồng minh của Ieyasu đã trình lên phủ Tướng quân rằng chính thất của Ieyasu, Trúc Sơn Điện đã âm mưu chống lại ông ta và gia tộc Takeda. Mặc dù bằng chứng không rõ ràng, song Ieyasu đã trấn an Nobunaga bằng cách xử tử vợ mình bên bờ hồ Sanaru ở Hamamatsu. Tokugawa Nobuyasu, trưởng nam của Ieyasu và là con trai của Trúc Sơn Điện, bị giam giữ cho đến khi Ieyasu ra lệnh ông ta thực hiện việc mổ bụng tự sát. Sau việc này, địa vị của Tây Hương Cục trong hậu cung lại càng thêm vững chắc bởi con trai của bà, Hidetada trở thành người thừa kế của Ieyasu.Note c 
Con trai thứ tư của Ieyasu, cũng là người con thứ hai của Tây Hương Cục, chào đời vào ngày 18 tháng 10 năm 1580, người con đó về sau cải tên thành Matsudaira Tadayoshi, sau khi được Matsudaira Ietada, người đứng đầu chi họ Fukōzu của gia tộc Matsudairanhận nuôi. Cùng năm đó, mẹ của Tây Hương Cục qua đời và được bà lập đền thờ vong linh. Năm 1586, Tây Hương Cục sống cùng Ieyasu tại thành Sunpu mới được trùng tu sau chiến tranh. Đây là một thành quả cho sự chiến thắng của Ieyasu và cũng là một món quà mà Ieyasu dành tặng cho Tây Hương Cục nhằm biết ơn giúp đỡ của bà, và thể hiện sự nể trọng của ông dành cho bà.

### Công việc từ thiện
Khi sống tại thành Sunpu, Tây Hương Cục trở thành Phật tử sùng đạo tại một ngôi chùa Phật giáo là Ryūsen-ji (龍泉寺). Bà trở thành tông đồ của giáo phái Tịnh độ và được biết đến với lòng nhân ái và các công việc từ thiện. Vì bà bị cận thị nặng, nên bà thường quyên tặng tiền, quần áo, thực phẩm và các nhu yếu phẩm khác cho những người phụ nữ mù và lập nên các tổ chức hỗ trợ họ. Cuối cùng, bà đã cho thành lập một ngôi trường hợp tác với chùa Ryūsen-ji với mục đính giúp đỡ những phụ nữ mù nghèo khổ bằng việc dạy họ cách chơi đàn shamisen (một loại đàn truyền thống của Nhật Bản) và kiếm thêm thu nhập từ công việc chơi đàn thuê. Những người phụ nữ này về sau được gọi là goze, và công việc của họ giống như việ hầu hạ những lữ khách trong thời kỳ Edo. Họ cũng lập ra những tổ chức tập hợp những người cùng nghề nghiệp với họ. Họ đã từng bị xử phạt khi đang biểu diễn do vi phạm quy tắc nghiêm ngặt về hành vi và các giao dịch kinh doanh được phép vào thời đó.  Trên giường bệnh,Tây Hương Cục đã viết một bức thư nhằm nhật được sự đồng ý cho việc tiếp tục duy trì tổ chức.

### Qua đời

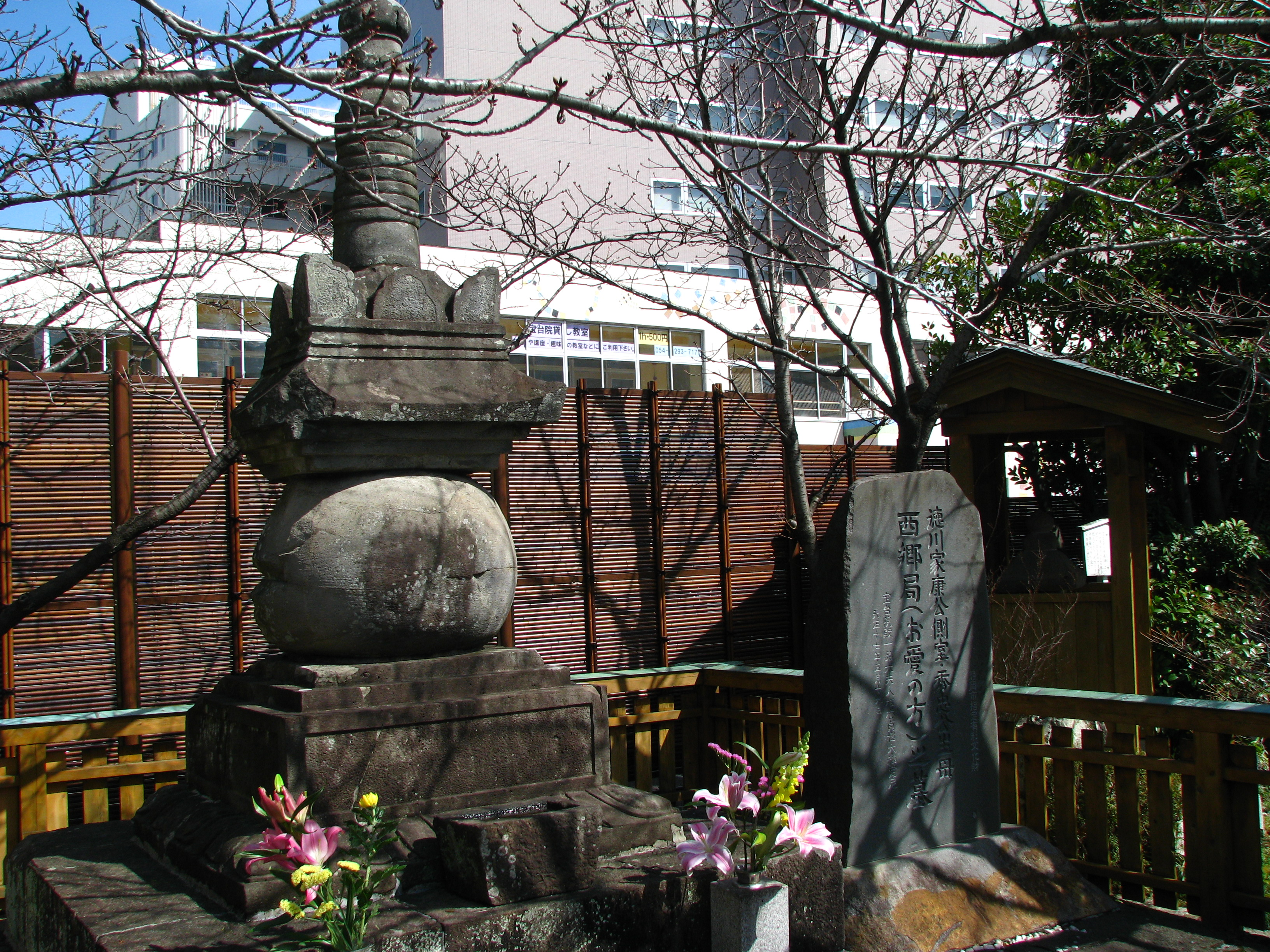
Mộ của quý bà Saigou

Trong một thời gian ngắn kể từ khi sống tại thành Sunpu, sức khỏe của Tây hương Cục bắt đầu xấu đi. Người ta nói rằng "những khó khăn về thể chất và tinh thần" đã gây ảnh hưởng xấu đến sức khỏe của bà. Tây Hương Cục qua đời vào ngày 1 tháng 7 năm 1589, hưởng dương 37 tuổi. Nguyên nhân qua đời của bà mãi là một bí ẩn, và mặc dù có rất nhiều nghi phạm vào thời điểm đó, không ai có thể tìm được hung thủ thật sự. Sau có tin đồn rằng bà đã bị đầu độc bởi một thị nữ, trước đây là người hầu của Trúc Sơn Điện, chính thất quá cố của Ieyasu.
Trên thực tế, Tây Hương Cục mới là chính thất của Tướng quân Ieyasu. Sau khi qua đời, bà được chôn cất tại Ryūsen-ji. Khi bà qua đời, một số phụ nữ mù từng chịu ơn bà trước đây đã tập trung trước đền thờ và cầu nguyện cho vong linh của bà.

## Di sản
Tokugawa Ieyasu tiếp tục các chiến dịch của mình bằng cách xây dựng liên minh với Toyotomi Hideyoshi. Sau chiến thắng tại Cuộc vây hãm Odawara năm 1590, Ieyasu đã trao đổi lành địa của mình cho Hideyoshi để đổi lấy vùng Kantō ở phía đông. Hideyoshi mất năm 1598. Đến năm 1603, Ieyasu đã lấy lại Thành Sunpu và hoàn thành việc thống nhất Nhật Bản, và được Thiên hoàng ban danh hiệu shougun (Tướng quân). Năm sau, ông cho di dời chùa Ryūsen-ji từ Yunoki đến Kōyamachi Note d gần thành Sunpu và cho tổ chức các nghi lễ Phật giáo nhằm vinh danh chính thê Tây Hương Cục quá cố. Ieyasu đã ban cho các tu sĩ đền thờ thanh katana mà ông được thừa kế từ cha mình và một bức chân dung của ông được vẽ vào thời điểm đó. Những vật phẩm này hiện vẫn còn tại ngôi đền ở thành phố Shizuoka.
Vào năm 1628, con trai của Tây hương Cục, Tokugawa Hidetada, khi đó thoái vị chức tướng quân, đã cho thực hiện các nghi lễ để vinh danh mẹ ông vào ngày giỗ của bà. Những nghi lễ này là để giúp cho vong linh của bà trở nên phật thành. Ông cũng thừa nhận việc bà trở thành tín đồ Phật giáo bằng cách thay đổi tên truy phong cho bà và lấy tên mới đặt tên cho ngôi đền mà bà từng thờ phụng khi còn sống. Ngày nay, ngôi đền Ryūsen-ji còn được gọi là đền Hōdai-in (宝台院). Đồng thời, Thiên hoàng Go-Mizunoo đã ban tên mới cho bà là Minamoto Masako (源 晶子), do đó, Tây Hương Cục cũng được xem là thành viên của gia tộc Minamoto, một trong những chi họ của gia đình Hoàng thất. Về sau bà được ghi danh vào dòng dõi Hoàng gia với tên mới được ban. Bà cũng được phong Nhất vị, là tước hiệu cao nhất mà con cháu ngoài hoàng tộc được ban. Như vậy, người đã ảnh hưởng đáng kể và tích cực đến lịch sử Nhật Bản.
Năm 1938, mộ phần của Tây Hương Cục tại Hōdai-in, trong đó có một bảo tháp năm tầng trên mộ của bà và nơi thờ vong linh của bà dự định sẽ được công nhận là Di sản văn hóa thế giới. Tuy nhiên, việc này đã bị hủy bỏ sau khi toàn bộ khu đền bị phá hủy trong trận đại hỏa hoạn ở Nhật Bản vào ngày 15 tháng 1 năm 1940. Bảo tháp vẫn còn, mặc dù có những dấu vết của trận hỏa hoạn. Nhiều vật phẩm quý giá của ngôi đền, bao gồm một bức chân dung của Tây Hương Cục cùng thanh kiếm và chân dung được Tokugawa Ieyasu để lại vào năm 1604, đã được các tu sĩ lấy lại kịp thời trước khi chạy trốn khỏi ngôi đền đang cháy. Ngôi đền được xây dựng lại bằng bê tông cốt thép vào năm 1970. Các hiện vật lịch sử được cứu khỏi vụ hỏa hoạn năm 1940 hiện đang được trưng bày tại ngôi đền mới Hōdai-in ở thành phố Shizuoka.

## Những hậu duệ đáng chú ý của Tây Hương Cục
Tây Hương Cục là sinh mẫu của Tokugawa Hidetada, vị Tướng quân thứ hai của Mạc phủ Tokugawa  Bên cạnh đó, Tây Hương Cục cũng là thành viên thuộc dòng dõi Hoàng tộc. Năm 1620, con gái của Hidetada và là cháu nội của Tây Hương Cục, Tokugawa Masako (1607 -1678), kết hôn với Thiên hoàng Go-Mizunoo và trở thành Hoàng hậu. Với địa vị hoàng hậu, Masako đã giúp duy trì bộ máy Triều đình, là người bảo trợ nghệ thuật và ảnh hưởng đáng kể đến ba vị vua tiếp theo: người đầu tiên là con gái của bà và hai hậu duệ, Thiên hoàng Go-Kōmyō và Thiên hoàng Go-Sai, là con trai của Thiên hoàng Go- Mizunoo với các Hoàng phi. Con gái của Masako, cũng là chắt lớn của Tây Hương Cục là Nội Thân vương Okiko (1624 -1696), trở thành Thiên hoàng năm 1629, tức Thiên hoàng Meishō về sau. Bà trị vì trong mười lăm năm, là vị Thiên hoàng thứ 109 của Nhật Bản, cũng là người thứ bảy trong số tám người phụ nữ lên ngôi Thiên hoàng trong lịch sử Nhật Bản, cho đến khi bà thoái vị năm 1643.